# マニフェスタ

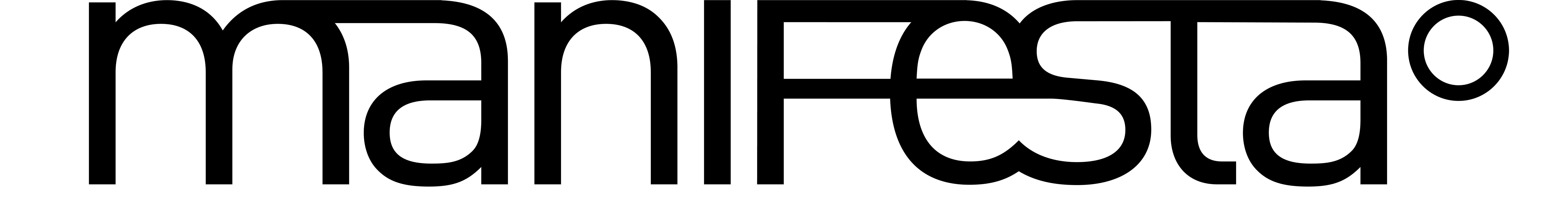
マニフェスタのロゴ

マニフェスタは、ヨーロッパの現代美術のビエンナーレ。展示会場が2年ごとに変わる。 

## 概要
最初のマニフェスタは1996年にロッテルダムで開催された。主催者はアムステルダムに拠点を置く独立非営利団体。International Foundation Manifesta（IFM）。通常のビエンナーレやトリエンナーレとは異なり、回ごとに開催地が変わるのがマニフェスタの最大の特徴である。毎回、比較的小規模な地域を会場とするマニフェスタは、展示のみならず雑誌の刊行、教育プログラムの実施などさまざまな側面において実験的な方法を模索しつづけている。

## 会場
- 1996年：マニフェスタ1 ロッテルダム、オランダ
- 1998年：マニフェスタ2 ルクセンブルク、ルクセンブルク
- 2000年：マニフェスタ3 リュブリャナ、スロベニア
- 2002年：マニフェスタ4 フランクフルト・アム・マイン、ドイツ
- 2004年：マニフェスタ5 サンセバスチャン、スペイン
- 2006年：マニフェスタ6 ニコシア、キプロス
- 2008年：マニフェスタ7 トレンティーノアルトアディジェ、イタリア
- 2010年：マニフェスタ8 ムルシアおよびカルタヘナ、スペイン
- 2012年：マニフェスタ 9 ヘンク、リンブルフ、ベルギー
- 2014年：マニフェスタ10 エルミタージュ美術館との共催。サンクトペテルブルク、ロシア
- 2016年：マニフェスタ11 チューリッヒ、スイス
- 2018年：マニフェスタ12 パレルモ、イタリア
- 2020年：マニフェスタ13 マルセイユ、フランス [2]

## マニフェスタ7
2008年7月19日から11月2日にかけて開催されたマニフェスタ7は、ボルツァーノ工業地帯（南チロル）の旧アルミックスビルであるフランツェンフェスタ要塞、トレントの旧郵便局、旧たばこ工場、鉄道駅、ロヴェレートの旧工場（トレンティーノ）の四ヶ所が会場となった。188名のアーティストが参加。 

## マニフェスタ8
2010年10月9日から2011年1月9日までの100日間、「北アフリカとの対話」をテーマに、スペインのムルシア地方で開催。アレクサンドリア現代芸術フォーラム、Chamber of Public Secrets、Tranzit.orgによる共同キュレーション。 

## マニフェスタ9
ベルギー・リンブルグ州ヘンクにて2012年6月2日から9月30日にまで開催。 キュレーターは美術評論家で歴史家のCuauhtémoc Medina。 共同キュレーターはKaterina GregosとDawn Ades。 それはベルント＆ヒラ・ベッヒャー、マックス・エルンスト、リチャード・ロング、Michael Matthys、ヘンリー・ムーアを含む100人のアーティストの作品を展示。 

## マニフェスタ10
Manifesta10はカスパー・ケーニヒ（Kasper König）のキュレーションにより、2014年6月28日から10月31日までサンクトペテルブルクで開催。 ケーニヒは、博物館の所蔵品から古い作品を並べた現代美術作品を発表した。メインの展示会場にはエルミタージュ美術館の新館が使われた。 

## マニフェスタ11
2016年にキュレーターに選ばれたのはドイツのアーティスト、クリスチャン・ヤンコフスキー（Christian Jankowski）。「What People Do For Money」 というタイトルの元、2016年6月6日から9月18日までチューリッヒ各地で開催。チューリッヒで働く30職種の住民たちがアーティストとコラボレーションすることで作品を制作した。

## マニフェスタ12
2018年のマニフェスタは6月16日から11月4日までシチリア首都パレルモで開催。ロッテルダムの建築設計事務所OMAによるキュレーション。「The Planetary Garden. Cultivating Coexistence」をテーマに、移住、技術、自然などのトピックを扱った。 